# Зенсбахталь
Зенсбахталь (нем. Sensbachtal) — упразднённая община в Германии, в земле Гессен. Подчинялась административному округу Дармштадт. Входила в состав района Оденвальд. Население составляло 983 человека (на 31 декабря 2010 года). Занимает площадь 33,94 км².